# Kanjongärdsmyg
Kanjongärdsmyg  (Catherpes mexicanus) är en amerikansk fågel i familjen gärdsmygar inom ordningen tättingar.

## Utseende och läten
Kanjongärdsmygen är en 13–15 cm lång gärdsmyg med påtagligt lång näbb. Fjäderdräkten är mörkt rostbrun med unikt lysande vitt på strupe och bröst. Den vackra sången består av en serie klara visslingar som faller i tonhöjd och avstannar i tempo. Den avslutas med nasala, väsande toner. Locklätet är ett ljust, ringande och strävt "jiink", ljusare och enklare än klippgärdsmygens läte.

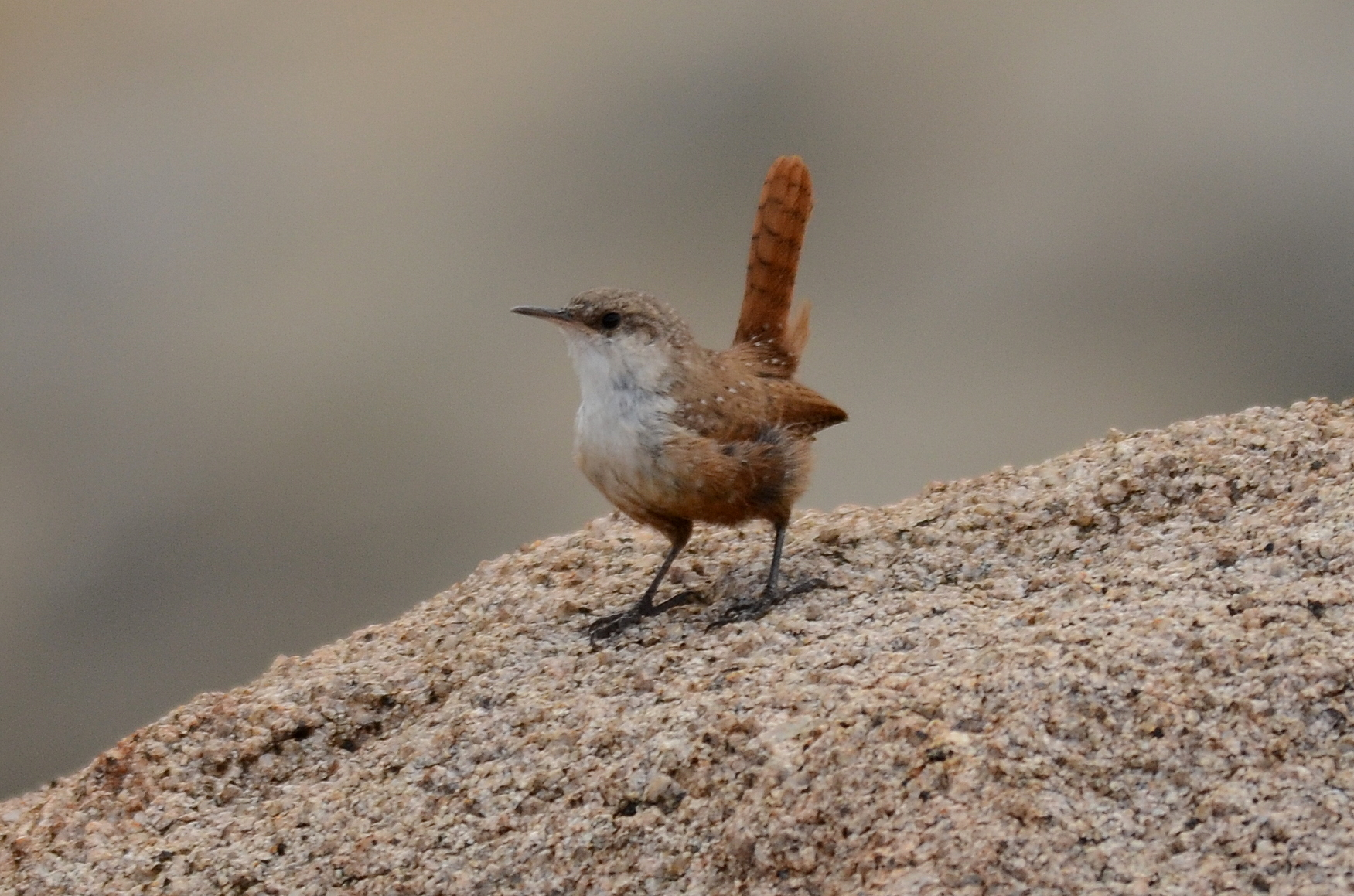

## Utbredning och systematik
Kanjongärdsmygen förekommer i sydvästligaste Kanada och västra USA söderut till södra Mexiko. Det råder stor oenighet om vilka och hur många underarter kanjongärdsmygen ska delas in i. Listan nedan med åtta underarter och deras utbredning följer International Ornithological Congress:
- Catherpes mexicanus griseus – sydvästra Kanada och nordvästra USA
- Catherpes mexicanus pallidior – nordcentrala och västcentrala USA
- Catherpes mexicanus conspersus – sydvästra USA och nordvästra Mexiko
- Catherpes mexicanus punctulatus – östcentrala Kalifornien i västra USA
- Catherpes mexicanus croizati – södra Baja California i nordvästra Mexiko
- Catherpes mexicanus mexicanus – centrala och södra Mexiko
- Catherpes mexicanus meliphonus – nordvästra Mexiko
- Catherpes mexicanus cantator – sydvästra Mexiko

Clements et al 2019 urskiljer istället endast tre underarter med följande utbredning:
- Catherpes mexicanus conspersus – södra British Columbia genom västra USA till nordvästra Mexiko
- Catherpes mexicanus albifrons – sydvästra Texas och norra Mexiko (söderut till Zacatecas och San Luis Potosí)
- Catherpes mexicanus mexicanus – Mexiko (södra Chihuahua till Tehuantepecnäset)

### Släktskap
Kanjongärdsmyg placeras som enda art i släktet Catherpes. Genetiska studier visar att den är närmast släkt med de två mexikanska gärdsmygarna i släktet Hylorchilus och tillsammans utgör de en systergrupp med klippgärdsmygen.

## Levnadssätt
Kanjongärdsmygen hittas i terräng med branta klippväggar, ofta nära vatten. Där klättrar den likt en nötväcka på jakt efter insekter och spindlar.

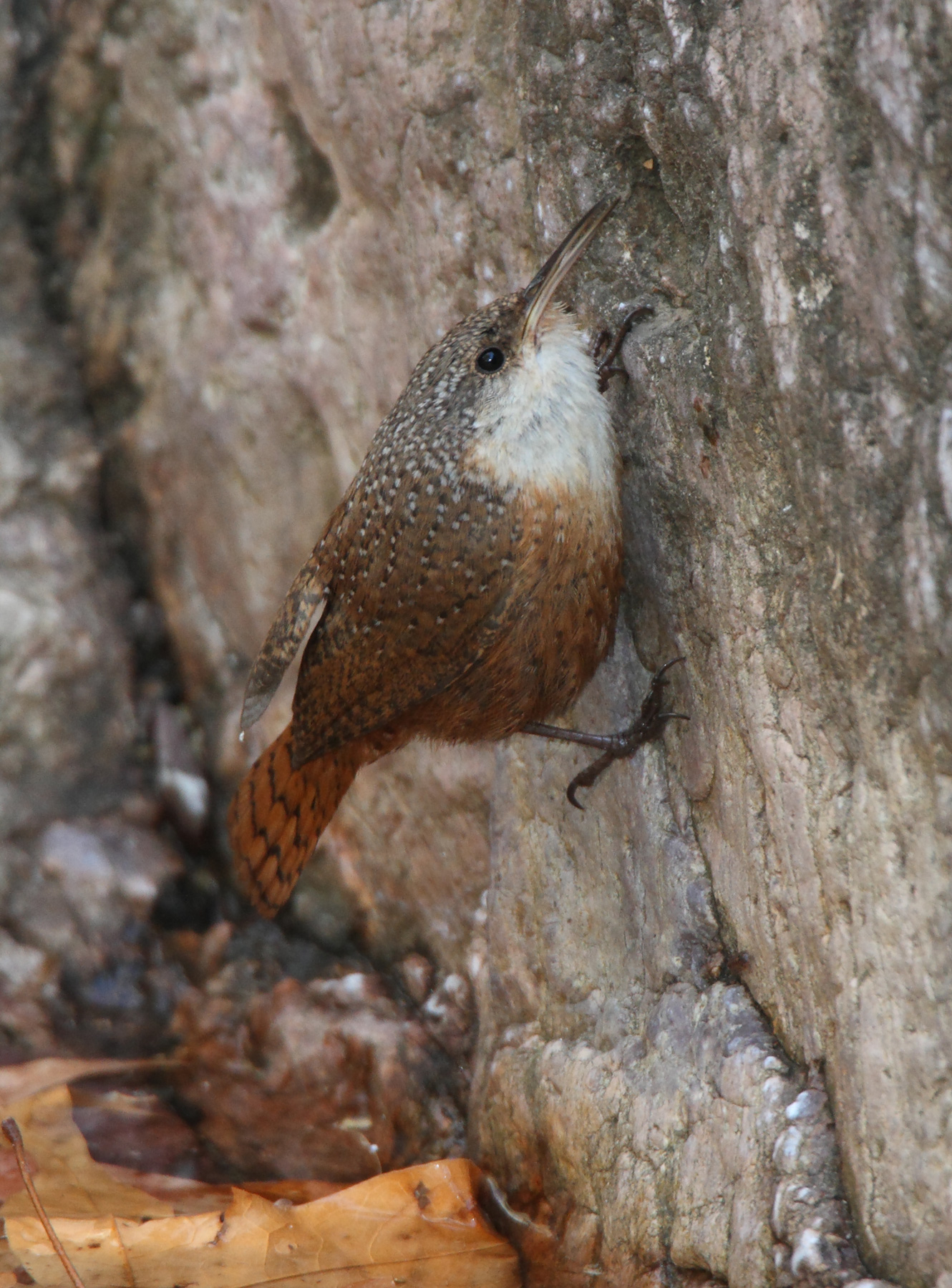
Födosökande kanjongärdsmyg i Arizona.

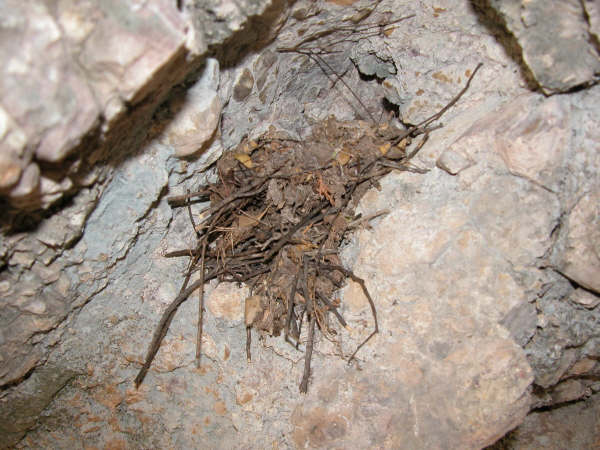
Kanjongärdsmygens bo.

## Status och hot
Arten har ett stort utbredningsområde och en stor population, men tros minska i antal, dock inte tillräckligt kraftigt för att den ska betraktas som hotad. Internationella naturvårdsunionen IUCN kategoriserar därför arten som livskraftig (LC).